# Kennie Chopart
Kennie Knak Chopart (1º giugno 1990) è un calciatore danese, centrocampista del Fram Reykjavík.

## Carriera

### Club

#### Esbjerg e Varde
Chopart ha cominciato la carriera professionistica con la maglia dell'Esbjerg. Ha esordito in Superligaen in data 31 marzo 2010, subentrando a Mikkel Vendelbo nella sconfitta casalinga per 0-4 contro l'Aarhus. È rimasto in squadra anche per la stagione successiva, totalizzando complessivamente 5 presenze nella massima divisione danese con questa maglia. In vista della stagione 2011-2012 è passato al Varde, in 2. Division.

#### Stjarnan
Nel 2012, Chopart è stato ingaggiato dagli islandesi dello Stjarnan, militanti in Úrvalsdeild. Ha debuttato nella massima divisione locale in data 6 maggio, schierato titolare nel pareggio per 2-2 sul campo del KR Reykjavík. Il 21 maggio è arrivata la prima rete, nella vittoria per 1-4 in casa del Grindavík. Rimasto in squadra per un biennio, ha disputato 39 partite e messo a segno 8 reti in Úrvalsdeild.

#### Arendal
Nel 2014, Chopart si è trasferito ai norvegesi dell'Arendal, in 2. divisjon – terzo livello del campionato. Ha debuttato in squadra il 25 aprile, trovando anche una rete nella vittoria per 4-2 sul Vindbjart, sfida valida per il primo turno del Norgesmesterskapet. Il 28 aprile ha giocato la prima partita di campionato, venendo espulso per doppia ammonizione nel successo interno per 3-1 sull'Odd 2. È rimasto in forza all'Arendal per una stagione e mezza, totalizzando 37 presenze e 16 reti tra tutte le competizioni.

#### Fjölnir
Il 15 luglio 2015 è stato annunciato il passaggio di Chopart dall'Arendal al Fjölnir, facendo così ritorno in Islanda. È tornato a calcare i campi dell'Úrvalsdeild il 19 luglio, nella sconfitta esterna per 4-0 contro l'ÍBV Vestmannæyja. Il 26 luglio ha trovato il primo gol, con cui ha contribuito alla vittoria per 0-4 in casa del Fylkir. Ha chiuso la stagione con 11 presenze e 6 reti, attraverso cui ha contribuito al 6º posto finale della sua squadra.

#### KR Reykjavík
Il 3 febbraio 2016 è stato messo sotto contratto dal KR Reykjavík, a cui si è legato con un accordo triennale. Ha giocato la prima partita in squadra l'8 maggio, trovando anche un gol nel pareggio per 2-2 sul campo del Þróttur. Il 30 giugno ha avuto l'opportunità di debuttare nelle competizioni europee per club: è stato infatti schierato titolare nella vittoria per 2-1 sul Glenavon, sfida valida per l'andata del primo turno di qualificazione all'Europa League 2016-2017.

## Statistiche

### Presenze e reti nei club
Statistiche aggiornate al 13 luglio 2017.
| Stagione            | Club                | Campionato          | Campionato | Campionato | Coppe nazionali | Coppe nazionali | Coppe nazionali | Coppe continentali | Coppe continentali | Coppe continentali | Supercoppe | Supercoppe | Supercoppe | Totale | Totale |
| Stagione            | Club                | Comp                | Pres       | Reti       | Comp            | Pres            | Reti            | Comp               | Pres               | Reti               | Comp       | Pres       | Reti       | Pres   | Reti   |
| ------------------- | ------------------- | ------------------- | ---------- | ---------- | --------------- | --------------- | --------------- | ------------------ | ------------------ | ------------------ | ---------- | ---------- | ---------- | ------ | ------ |
| 2009-2010           | Esbjerg             | SL                  | 3          | 0          | CD              | ?               | ?               | -                  | -                  | -                  | -          | -          | -          | 3+     | 0+     |
| 2010-2011           | Esbjerg             | SL                  | 2          | 0          | CD              | ?               | ?               | -                  | -                  | -                  | -          | -          | -          | 2+     | 0+     |
| Totale Esbjerg      | Totale Esbjerg      | Totale Esbjerg      | 5          | 0          |                 | ?               | ?               |                    | -                  | -                  |            | -          | -          | 5+     | 0+     |
| 2011-apr. 2012      | Varde               | 2D                  | ?          | ?          | CD              | ?               | ?               | -                  | -                  | -                  | -          | -          | -          | ?      | ?      |
| 2012                | Stjarnan            | UD                  | 22         | 5          | CI              | 3               | 2               | -                  | -                  | -                  | -          | -          | -          | 25     | 7      |
| 2013                | Stjarnan            | UD                  | 17         | 3          | CI              | 4               | 0               | -                  | -                  | -                  | -          | -          | -          | 21     | 3      |
| Totale Stjarnan     | Totale Stjarnan     | Totale Stjarnan     | 39         | 8          |                 | 7               | 2               |                    | -                  | -                  |            | -          | -          | 46     | 10     |
| 2014                | Arendal             | 2D                  | 23         | 9          | CN              | 2               | 1               | -                  | -                  | -                  | -          | -          | -          | 25     | 10     |
| gen.-lug. 2015      | Arendal             | 2D                  | 10         | 3          | CN              | 2               | 1               | -                  | -                  | -                  | -          | -          | -          | 12     | 4      |
| Totale Arendal      | Totale Arendal      | Totale Arendal      | 33         | 12         |                 | 4               | 2               |                    | -                  | -                  |            | -          | -          | 37     | 16     |
| lug.-dic. 2015      | Fjölnir             | UD                  | 11         | 6          | CI              | -               | -               | -                  | -                  | -                  | -          | -          | -          | 11     | 6      |
| 2016                | KR Reykjavík        | UD                  | 20         | 6          | CI              | 1               | 0               | UEL                | 4                  | 2                  | -          | -          | -          | 25     | 8      |
| 2017                | KR Reykjavík        | UD                  | 9          | 1          | CI              | 3               | 2               | UEL                | 3                  | 0                  | -          | -          | -          | 15     | 3      |
| Totale KR Reykjavík | Totale KR Reykjavík | Totale KR Reykjavík | 29         | 7          |                 | 4               | 2               |                    | 7                  | 2                  |            | -          | -          | 40     | 11     |
| Totale              | Totale              | Totale              | 117+       | 33+        |                 | 15+             | 6+              |                    | 7                  | 2                  |            | -          | -          | 139+   | 41+    |

## Palmarès

### Club

#### Competizioni nazionali
- Coppa di Lega islandese: 2

KR Reykjavík: 2017, 2019
- Campionato islandese: 1

KR Reykjavík: 2019
- Supercoppa d'Islanda: 1

KR Reykjavík: 2020